# Dimitri Sjevardnadze

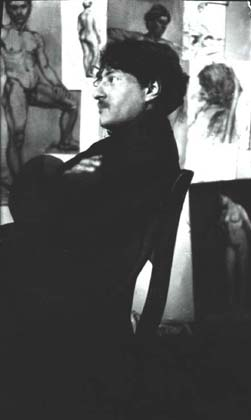
Dimitri Sjevardnadze, München, ca. 1907-1914

Dimitri Sjevardnadze (Georgisch: დიმიტრი შევარდნაძე) (Bachvi, Goeria, 1 december 1885 – onbekend, 1937) was een Georgisch kunstschilder, kunstverzamelaar en intellectueel. Hij werd geëxecuteerd tijdens de periode van de Grote Zuivering.

## Leven en werk
Sjevardnadze werd geboren in Bachvi, een klein dorp in de Georgische regio Goeria, in de huidige gemeente Ozoergeti. Hij studeerde vanaf 1907, na het verkrijgen van een beurs, aan de kunstacademie in München, waar tot aan het begin van de Eerste Wereldoorlog zou wonen. In München leerde hij fotograferen, en werkte hij er als retoucheerder bij een fotostudio om aan de kost te komen. Na zijn terugkeer naar Georgië nam hij een vooraanstaande plaats in het intellectuele leven in. Hij schilderde, verzamelde en bestudeerde de werken van Georgische kunstenaars als Niko Pirosmani, restaureerde kerken, fotografeerde, deed aan theaterkunst, maakte theaterdecors en speelde mee in de eerste avondvullende Georgische speelfilm. Na de Russische Revolutie zou hij ook lesgeven en bleef hij zich inzetten voor het Georgische culturele erfgoed. Daarnaast was hij in 1920 oprichter van het Museum voor Schone Kunsten in Tbilisi, waar hij de eerste directeur van werd en dat in 2012 naar hem vernoemd werd. Hij was medeoprichter van de kunstacademie van Tbilisi in 1922.
Tijdens de Grote Zuivering in 1937 door Stalin had de toenmalige partijsecretaris van de Communistische Partij Lavrenti Beria het plan opgevat om de middeleeuwse Metechi-kerk in Tbilisi te laten vernietigen. Een aantal Georgische intellectuelen onder leiding van Sjevardnadze waagden het echter zich tegen dat plan te verzetten. Historica Amy Knight schrijft in haar biografie over Beria dat deze het voldoende achtte om een schaalmodel van de kerk te maken en dat op te laten nemen in een nieuw op te richten museum te Tbilisi. In een persoonlijk onderhoud met Sjevardnadze zou Beria tegen Sjevardnadze gezegd hebben dat hij directeur van dat museum mocht worden als hij zijn verzet opgaf. Sjevardnadze weigerde echter, werd gearresteerd en korte tijd later op een onbekende plaats geëxecuteerd.
Beria's plannen om de Metechi-kerk te vernietigen werden uiteindelijk nooit uitgevoerd. Veel van Sjevardnadzes werk is echter tijdens de Sovjetperiode verloren gegaan. Zijn archief werd gered door kunstenares Ketevan Magalasjvili en zijn nicht Ketevan Tsjelidze, waaronder ongeveer honderd negatieven van foto's die Sjevardnadze in zowel Duitsland en Georgië maakte. De Georgische politicus Edoeard Sjevardnadze is de zoon van een neef van Dimitri Sjevardnadze.

## Galerij

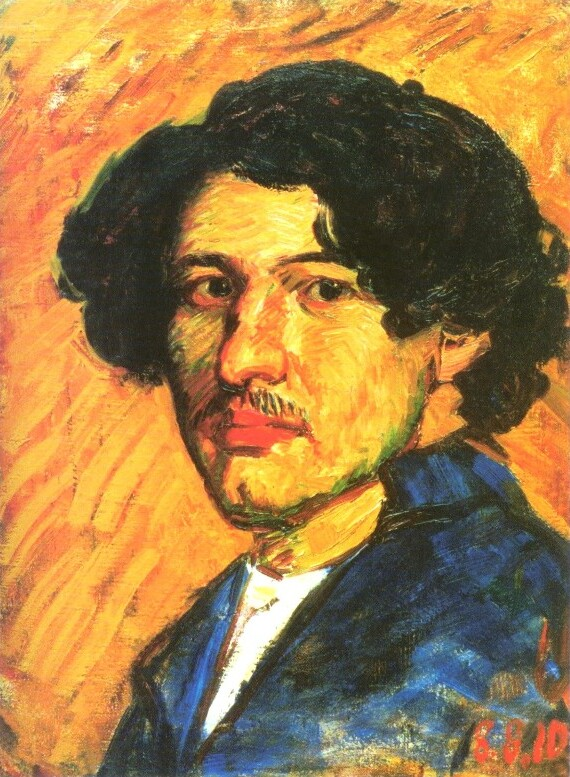
Zelfportret
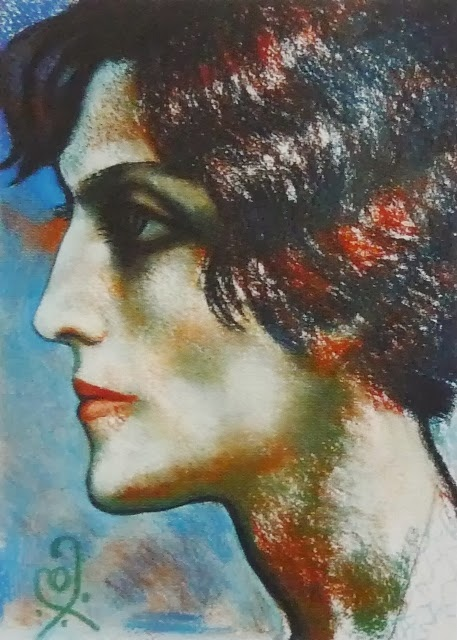
Portret van een vrouw, ca. 1910
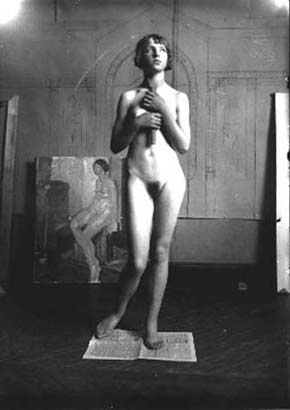
Studiofoto met vrouwelijke naaktmodellen door Sjevardnadze, ca. 1907-1914